# 奶油蛋糕

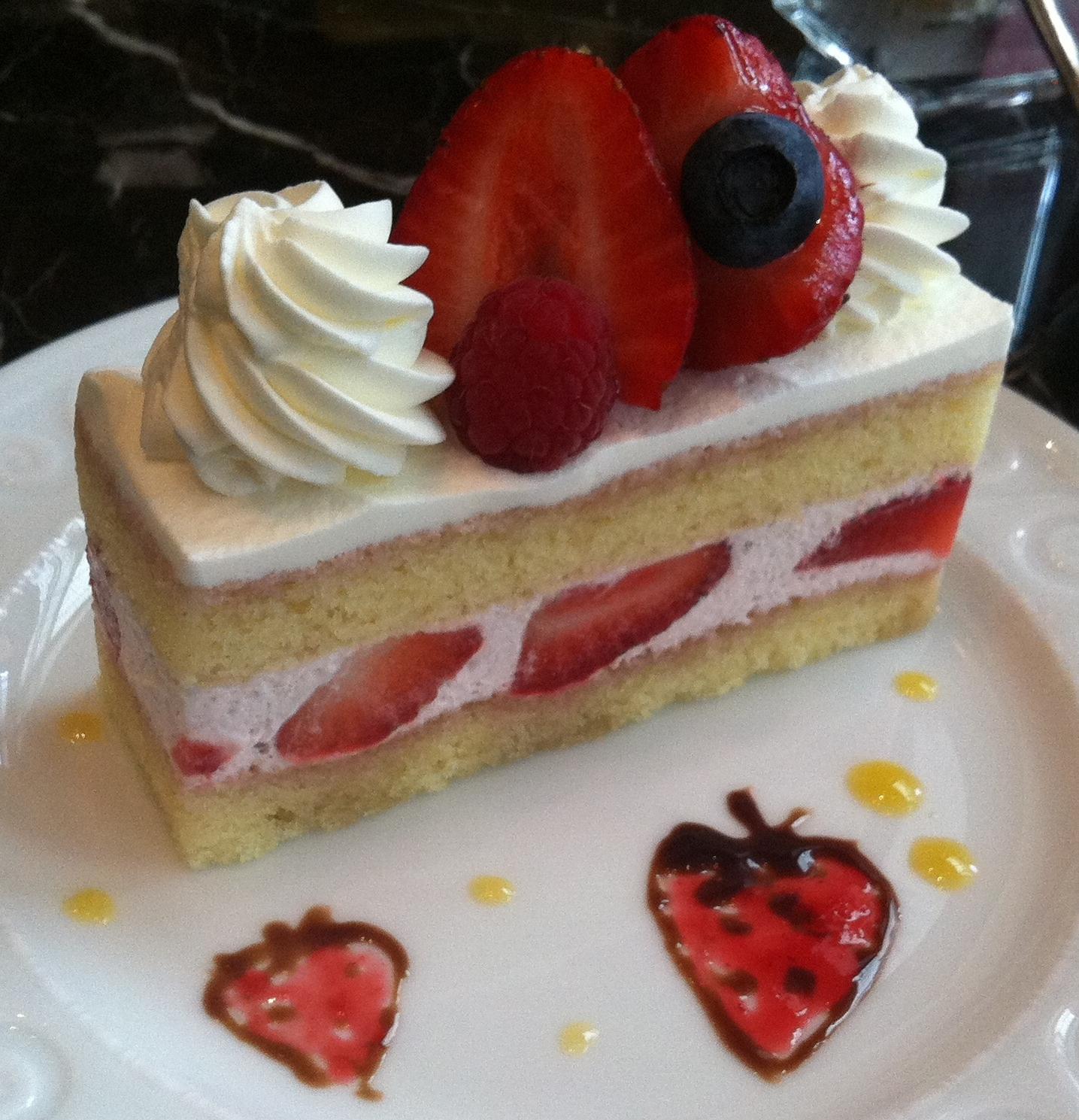
法式草莓鮮奶油蛋糕

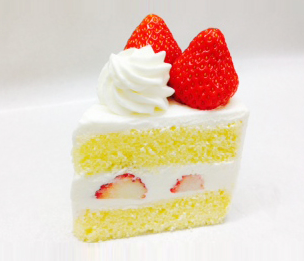
標準日式的草莓鮮奶油蛋糕

鮮奶油蛋糕，是一種蛋糕甜品，起源於英國，後於美國、日本、法國自行發展，其中最能代表的是草莓鮮奶油蛋糕。

## 做法和分類
最常見的奶油蛋糕是草莓蛋糕，但是覆盆莓蛋糕、桃子蛋糕、藍莓蛋糕等其它相似的奶油蛋糕也用同樣的方法制作。因此制作容易，香港和馬來西亞的椰子蛋糕也是共同的作法。
經典的草莓奶油蛋糕的做法是：材料加上切碎的草莓與糖，混合和一個小時，直到草莓釋放很多汁液。奶油蛋糕底部用草莓汁和打好的奶油交叉層疊，用糖和香草調味。接著用更多草莓和打好的奶油添加在上面修飾。
奶油蛋糕材料大部分已麵粉、糖、發酵粉或蘇打、鹽、牛油、牛奶或鮮奶油和雞蛋混合而成。作法第一步把混合物水份抽光，接著將牛油切開一半混合（或打成乳脂狀）直到混合成粉狀，然後加入液體混合成一個濕麵團，再把麵團一匙的投在烤板上，烘烤到完成。

## 英國式奶油蛋糕
在1588年、英國的食譜「English's Cookbook」裡面所記錄的草莓奶油蛋糕的做法，成為了世界上所有草莓奶油蛋糕的根源。英國的草莓奶油蛋糕除了使用海綿蛋糕作為基底以外、也會使用餅乾作為基底。而且除了放置主題草莓外，蘋果、柑橘、檸檬、藍莓等水果也會被放在周圍，呈現出一種豪華感。

## 美國式奶油蛋糕
1602年，作為英國殖民地的美國接受了奶油蛋糕的文化，並且發展出了自己獨特的風格。在美國，奶油蛋糕比起“蛋糕”更加普遍的是用發酵粉發酵的麵包做基底，但是海綿蛋糕也可。並且為了彰顯和英式奶油蛋糕的不同，美式餅乾代替了英式餅乾的作用。另外，把奶油蛋糕稱作是『shortcake』是英語文化圈國家特有的文化，在其他歐洲的甜點大國（例如法國・意大利）很多人甚至連“shortcake”這個名稱都沒有聽說過，而是直接叫那些奶油蛋糕對應水果的名字；例如草莓奶油蛋糕（strawberry shortcake）就叫做草莓蛋糕（strawberry cake）、不會加入奶油（short）的字樣。

## 日本式奶油蛋糕
日本的奶油蛋糕基本就是“草莓奶油蛋糕”的同義詞，雖然也有別的口味，但是草莓口味的佔多數，其他奶油蛋糕都要特地寫成像是“香蕉”奶油蛋糕、“奇異果”奶油蛋糕以區別；而草莓奶油蛋糕則直接稱為奶油蛋糕。而且，日式奶油蛋糕使用奶油的頻率表遠遠小於英式和美式，基本上是一塊三角形的奶油蛋糕上、擠兩朵奶油花配上一顆草莓就可以了，而非加入大量的奶油和一排草莓。

## 圖集

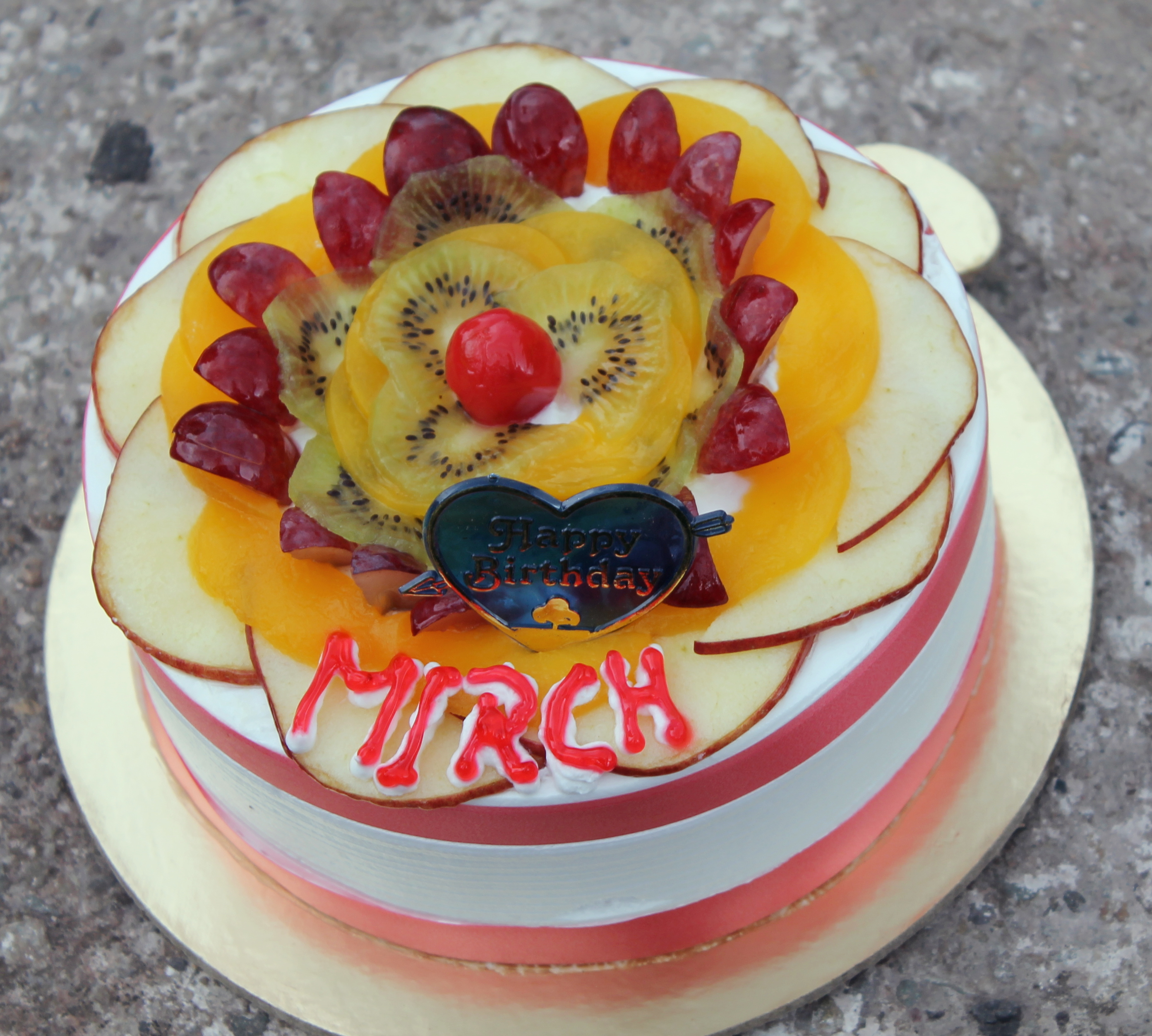
鮮果生日蛋糕
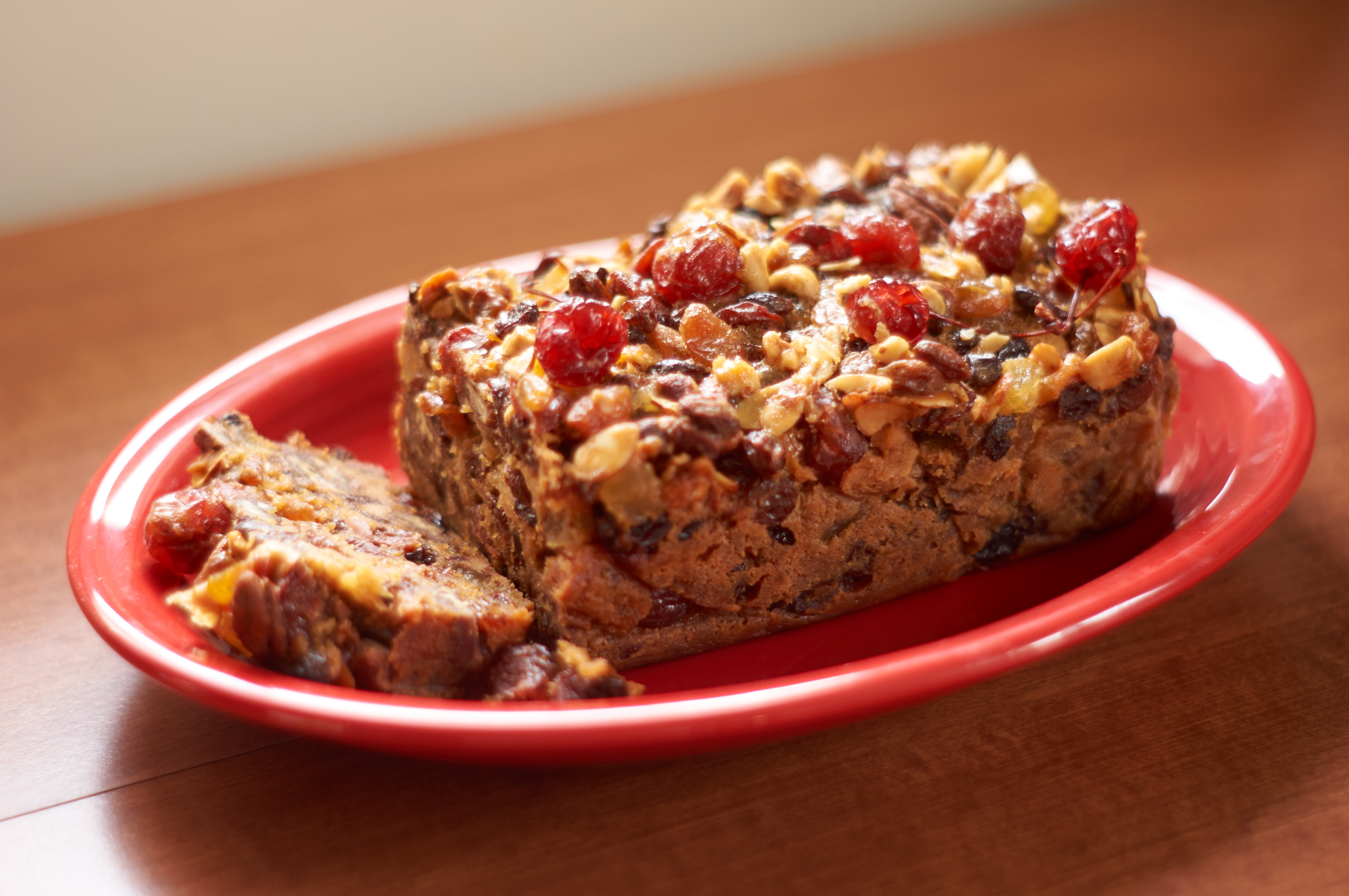
傳統鮮果蛋糕
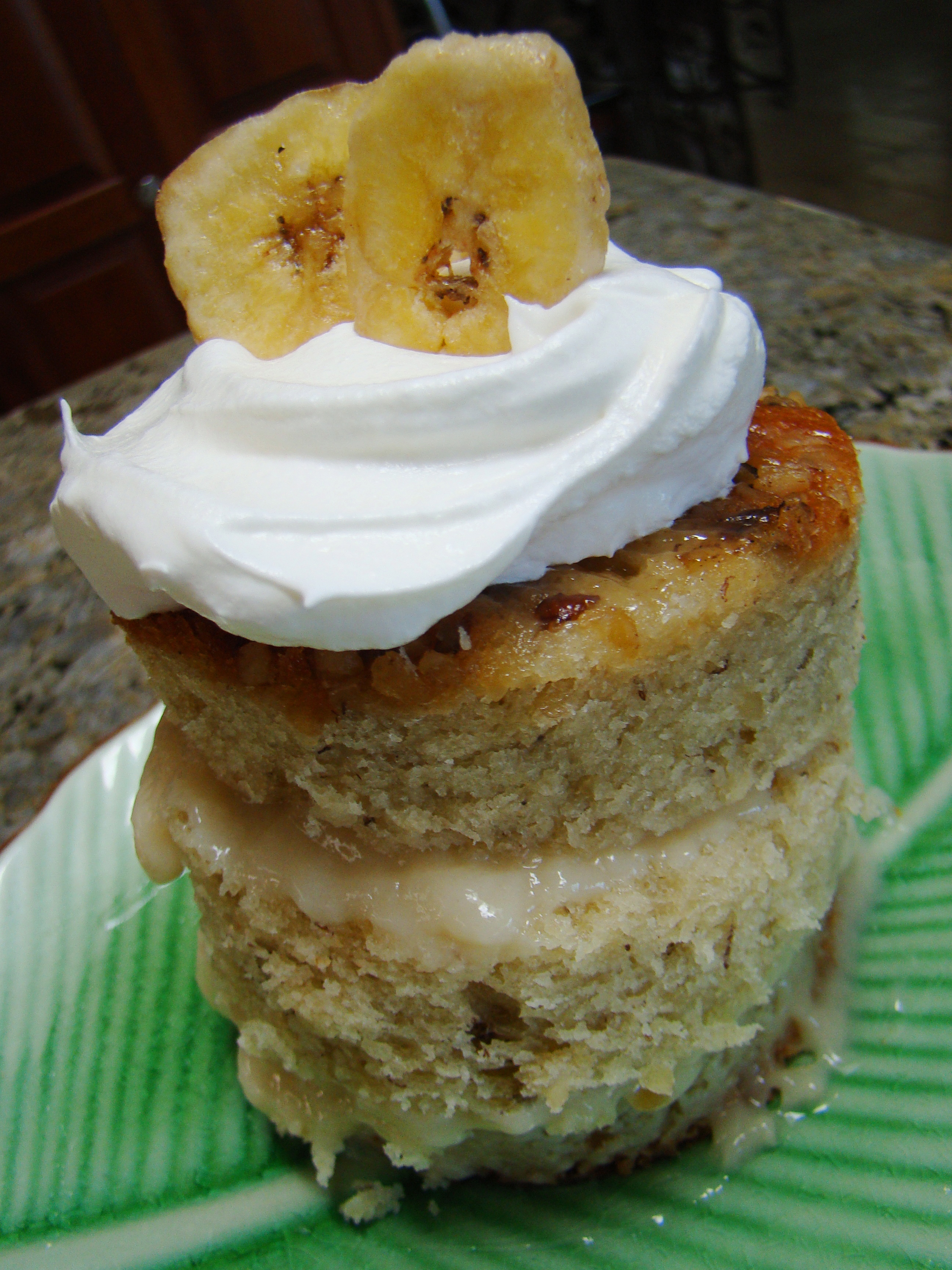
純素香蕉蛋糕
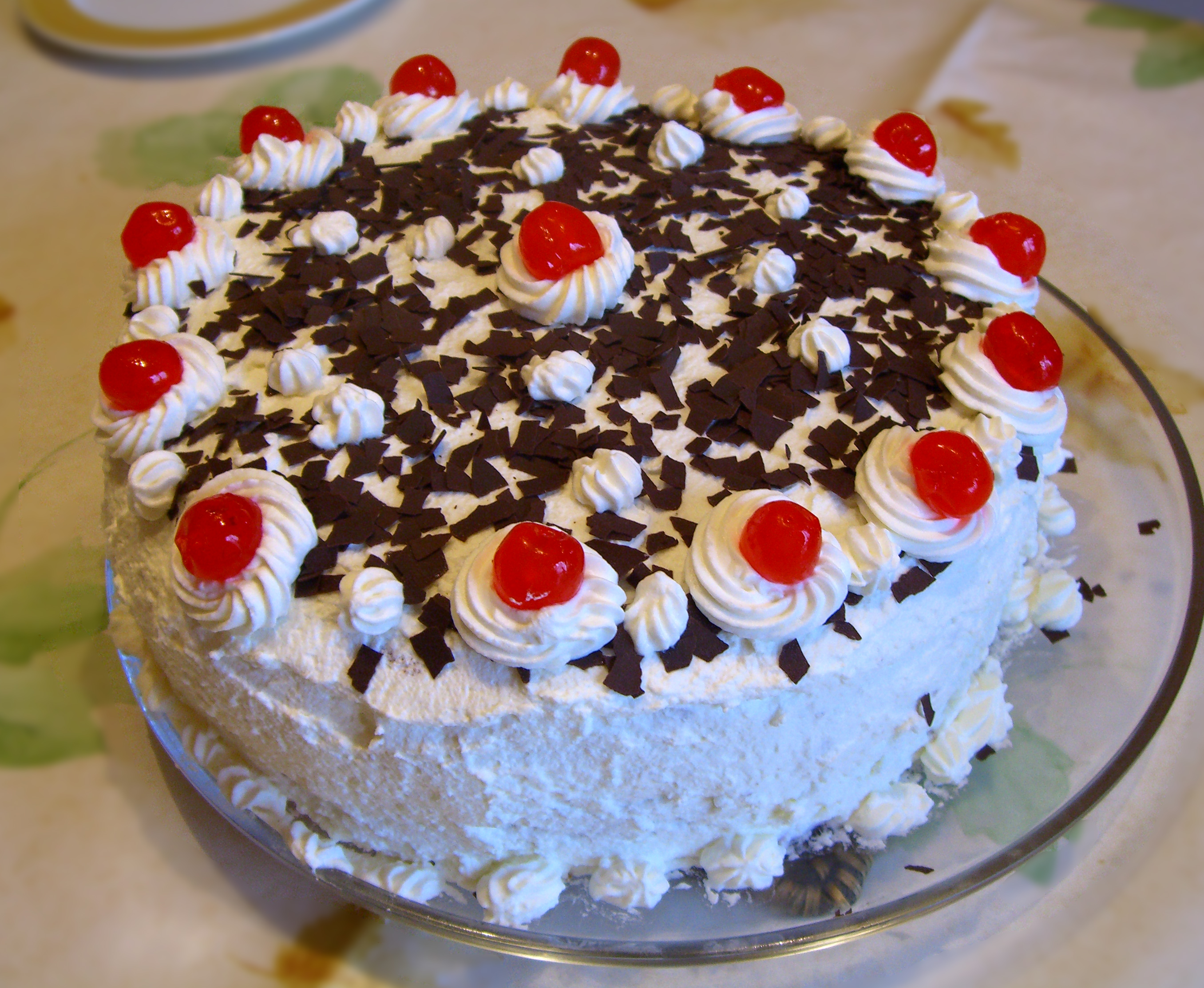
黑森林奶油蛋糕
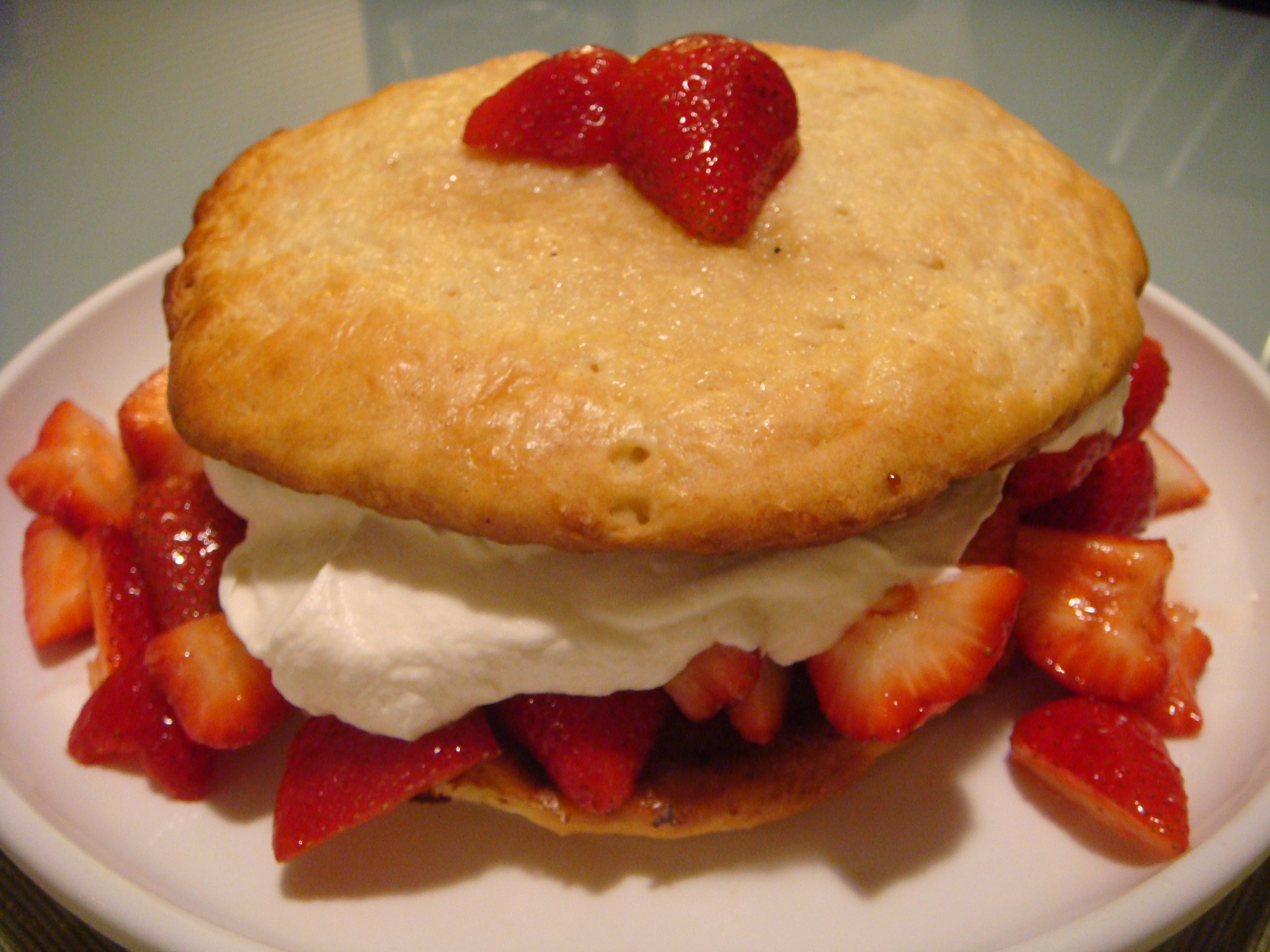
英式草莓奶油蛋糕